# 가와이정
가와이정(일본어: 河合町)은 일본 나라현 북서부에 있는 기타카쓰시카군의 정이다. 나라 분지 서부에 위치한다.

## 역사
고대에는 야마토국 히로세군의 땅이었으며 히로세 신사, 고분군 등 유적도 풍부하다.

## 교통

### 철도
- 긴키 닛폰 철도 다와라모토선
  - (← 오지정 신오지역) - 오와다역 - 사미타가와역 - 이케베역 - (고료정 하시오역 →)

### 도로
- 니시메이한 자동차도(일본어판)